# Гедулешти (Алба)
Гедулешти (рум. Ghedulești) насеље је у Румунији у округу Алба у општини Чуруљаса. Oпштина се налази на надморској висини од 801 m.

## Становништво
Према подацима из 2002. године у насељу је живело 80 становника, од којих су сви румунске националности.